# فرانك نوكس (لاعب كريكت)
فرانك نوكس (23 يناير 1880 - 1 فبراير 1960) (بالإنجليزية: Frank Knox)‏ هو لاعب كريكت بريطاني (وحمل سابقاً جنسية المملكة المتحدة لبريطانيا العظمى وأيرلندا).